# NGC 7019
NGC 7019 é uma galáxia espiral barrada (SBb) localizada na direcção da constelação de Capricornus. Possui uma declinação de -24° 24' 46" e uma ascensão recta de 21 horas, 06 minutos e 25,8 segundos.
A galáxia NGC 7019 foi descoberta em 1886 por Frank Leavenworth.